# Пажо, Людовик
Людовик Пажо (фр. Ludovic Pajot) — французский политик, бывший депутат Национального собрания Франции, член партии Национальное объединение (бывший Национальный фронт). 

## Биография
Родился 18 ноября 1993 году в городе Бёври (департамент Па-де-Кале) в семье архитектора. Изучал право в Католическом университете Лилля. В 2012 году вступил в Национальный фронт.
В 2014 году Людовик Пажо по списку Национального фронта прошел в муниципальный совет города Бетюн, а в 2015 году - в Совет региона О-де-Франс.
На выборах в Национальное собрание 2017 года был выдвинут кандидатом Национального фронта по 10-му избирательному округу департамента Па-де-Кале и победил во 2-м туре представителя президентского движения Вперёд, Республика!, получив 52,58 % голосов, став самым молодым депутатом избранного в 2017 году Национального собрания. После этого вышел из городского совета Бетюна.
В 2020 году Людовик Пажо возглавил список Национального объединения на муниципальных выборах в городе Брюэ-ла-Бюисьер и привёл его к победе. 5 июля 2020 года он был избран мэром Брюэ-ла-Бюисьера. В апреле 2021 года он сдал мандат депутата Национального собрания в соответствии с требованиями закона о невозможности совмещения мандатов.
В июне 2021 года Людовик Пажо в паре с Мари-Лин Плувьес баллотировался в Совет департамента Па-де-Кале в кантоне Брюэ-ла-Бюисьер и сумел победить.

## Занимаемые выборные должности
05.04.2014 - 02.08.2017 — член муниципального совета города Бетюн 

c 06.01.2016 — 27.06.2021 — член Совета региона О-де-Франс 

21.06.2017  — 21.04.2021 — депутат Национального собрания Франции от 3-го избирательного округа департамента Па-де-Кале 
 
c 05.07.2020 — мэр города Брюэ-ла-Бюисьер 

c 01.07.2021 — член Совета департамента Па-де-Кале от кантона Брюэ-ла-Бюисьер